# 柳博米爾卡 (別爾季切夫區)
49°52′50″N 28°31′1″E / 49.88056°N 28.51694°E
柳博米爾卡（烏克蘭語：Любомирка），是烏克蘭的村落，位於該國北部日托米爾州，由別爾季切夫區負責管轄，面積0.08平方公里，海拔高度265米，2001年人口10，人口密度每平方公里129.87人。